# Tricondyloides inermis
Tricondyloides inermis là một loài bọ cánh cứng trong họ Cerambycidae.